# Biohane
Biohane (izvirno srbsko Биохане) je naselje v Srbiji, ki upravno spada pod Občino Tutin; slednja pa je del Raškega upravnega okraja.

## Demografija
V naselju, katerega izvirno (srbsko-cirilično) ime je Биохане, živi 67 polnoletnih prebivalcev, pri čemer je njihova povprečna starost 30,7 let (29,6 pri moških in 32,0 pri ženskah). Naselje ima 18 gospodinjstev, pri čemer je povprečno število članov na gospodinjstvo 5,44.
To naselje je, glede na rezultate popisa iz leta 2002, večinoma naseljeno z bošnjaki, a v času zadnjih dveh popisov je opazno zmanjšanje števila prebivalcev.
|  |

| Demografija | Demografija     | Demografija     |
| Leto        | Št. prebivalcev | Št. prebivalcev |
| ----------- | --------------- | --------------- |
|             |                 |                 |
|             |                 |                 |
|             |                 |                 |
|             |                 |                 |
| 1948        | 171             |                 |
| 1953        | 203             |                 |
| 1961        | 218             |                 |
| 1971        | 193             |                 |
| 1981        | 202             |                 |
| 1991        | 158             | 153             |
| 2002        | 119             | 98              |
|             |                 |                 |

| Etnična sestava po popisu iz leta 2002 | Etnična sestava po popisu iz leta 2002 | Etnična sestava po popisu iz leta 2002 | Etnična sestava po popisu iz leta 2002 | Etnična sestava po popisu iz leta 2002 |
| -------------------------------------- | -------------------------------------- | -------------------------------------- | -------------------------------------- | -------------------------------------- |
| Bošnjaki                               | Bošnjaki                               |                                        | 95                                     | 96,93%                                 |
| Neznano                                | Neznano                                |                                        | 3                                      | 3,06%                                  |